# 陈向群
陈向群（1962年11月—），男，汉族，河北丰润人，中华人民共和国政治人物。吉林工业大学（现并入吉林大学）机械系铸造专业毕业，拥有工学学士学位，副研究员。现任辽宁省人大常委会副主任、党组书记。

## 生平
1982年6月加入中国共产党。1983年7月，在吉林工业大学（现并入吉林大学）机械系铸造专业毕业后，进入国家机械工业部工作，历任基础件局质量工艺处科员、副主任科员，通用零部件局政策研究室副主任科员。1987年8月，进入国家劳动人事部任劳力局企业处副主任科员。1988年6月起，历任国家人事部职位职称司主任科员、职位职称司职位分类处副处长。
1992年11月，调任广西壮族自治区北海市体改委副主任，1995年1月任北海市体改委主任。1997年2月，任中共北海市银海区委书记。1998年6月，任中共玉林市委常委、组织部部长。1999年9月，任中共柳州市委常委、组织部部长。2000年9月，任中共柳州市委常委、柳州市人民政府党组副书记、副市长。2002年12月，任中共柳州市委副书记、柳州市人民政府党组副书记、代市长，2003年2月转正。2007年3月，任中共南宁市委副书记、代市长，并于同年5月转正。
2008年5月，任中共广西壮族自治区党委常委、组织部部长。2010年6月，任中共中央组织部部务委员兼组织二局局长。2013年1月，改兼干部二局局长。2014年1月，任中共中央组织部副部长。
2015年11月，任中共湖南省委常委，同年12月出任湖南省人民政府常务副省长、党组副书记。2018年2月24日，当选为第十三届全国人大代表，任期5年。2019年2月，任中共辽宁省委常委、辽宁省人民政府常务副省长、党组副书记。
2021年12月，卸任中共辽宁省委常委，任辽宁省政协党组副书记。2022年1月当选省政协副主席。2023年1月，当选为辽宁省人大常委会副主任。